# بندر البیشی
بندر البیشی (انگلیسی: Bander Al-Bishi؛ زادهٔ ۱۶ ژانویهٔ ۱۹۹۱) یک بازیکن فوتبال اهل عربستان سعودی است.
از باشگاه‌هایی که در آن بازی کرده‌است می‌توان به الهلال عربستان و الشعله عربستان اشاره کرد.